# CIL 3031A
CIL II 3031A (= ILER 486) è un'epigrafe in lingua latina raccolta nel Corpus Inscriptionum Latinarum.
Corrisponde all'iscrizione 486 del corpus Inscriptiones Latinas de la España Romana.

## Epigrafe
L'iscrizione è stata ritrovata ad Alcalá de Henares nella provincia di Complutum, in Spagna.

## Testo
1. P(ublio) Lucilio
2. P(ubli) f(ilio) P(ubli) n(epoti) P(ubli) pro-
3. nep(oti) Gamalae
4. aed(ili) sacr(is) Volk(ani) (!Vulcani)
5. [a]edili d(ecurionum) d(ecreto) allecto
6. [g]ratis decurioni
7. [p]ontifici =II=vir(o) (!duoviro) censo-
8. riae pot(estatis) quinquennal(i)
9. in comitis (!comitiis) facto cura-
10. [tor]i pecuniae publicae exigen-
11. [d]ae et adtribuendae (!attribuendae)
12. [i]n ludos cum accepisset public(e)
13. lucar remisit et de suo erogati-
14. onem fecit
15. [id]em sua pecunia viam silice stravit
16. [q]uae est iuncta foro ab arcu ad arcum
17. [id]em epulum trichilinis (!trichiliniis) (!tricliniis) =CCXVII=
18. colonis dedit
19. [id]em prandium sua pecunia coloni[s]
20. Ostiesibus (!Ostiensibus) bis dedit
21. [i]dem aedem Volcani (!Vulcani) sua pecu-
22. nia restituit
23. [i]dem aedem Veneris sua pecu-
24. nia constituit
25. [id]em aed(em) Fortunae sua pecu-
26. nia constituit
27. [id]em aed(em) Cereris sua pecunia
28. constituit
29. [id]em pondera ad macellum
30. cum M(arco) Turranio sua pecu-
31. nia fecit
32. [idem] aedem Spei sua pecunia
33. [cons]tituit [res]tituit
34. [id]em tribunal in foro mar-
35. moreum fecit
36. [h]uic statua inaurata d(ecurionum) d(ecreto)
37. p(ecunia) p(ublica) posita est
38. [i]tem ahenea (!aenea) d(ecurionum) d(ecreto) p(ecunia) p(ublica) posita
39. [p]roxume (!proxime) tribunal quaes(toris)
40. [propt]erea quod cum res *publica (!res.publica)
41. [p]raedia sua venderet ob pol-
42. [l]icitationem belli navalis
43. ((sestertios)) =XVCC= rei *publicae (!rei.publicae) donav[it
44. hu]nc decuriones funere pu-
45. [b]lico effer[endum] cen[s]uerunt